# Teatr Beit Lessin
Teatr Beit Lessin (hebr. ‏תיאטרון בית ליסין‎, HaTei'atron Beit Lessin; ang. The Beit Lessin Theater) – teatr z siedzibą w dzielnicy Centrum Tel Awiwu w Tel Awiwie, w Izraelu.

## Historia
Teatr został założony w 1980 przez centralę związkową Histadrut. Początkowo swoją siedzibę miał w budynku przy ulicy Weizmanna, a od 2003 w dawnej siedzibie Teatru Cameri przy ulicy Dizengoffa. Budynek przeszedł wówczas renowację.

## Budynek teatru
W budynku znajduje się jedna sala koncertowa z widownią na 900 miejsc.

## Działalność
Od 2000 teatr organizuje doroczny Nowy Izraelski Festiwal Sztuki Teatralnej "Otwarta Scena", na którym występują najbardziej utalentowani młodzi izraelscy dramaturdzy.